# Sympherobius pellucidus
Sympherobius pellucidus är en insektsart som först beskrevs av Walker 1853.  Sympherobius pellucidus ingår i släktet Sympherobius och familjen florsländor. Inga underarter finns listade i Catalogue of Life.